# Creatures of the Night (píseň)
Creatures Of The Night je píseň americké rockové skupiny Kiss vydaná na albu Creatures of the Night. Píseň napsali Paul Stanley a Adam Mitchell. Nejvýše se umístila na 34. pozici ve Velké Británii.V této písni nehrál při nahrávání na baskytaru Gene Simmons , ale Mike Porcaro.

## Sestava
- Paul Stanley – zpěv, rytmická kytara
- Gene Simmons – zpěv, doprovodné vokály
- Eric Carr – zpěv, bicí, perkuse
- Mike Porcaro – basová kytara
- Steve Farris – sólová kytara
- Adam Mitchell – rytmická kytara